# Khadidjatou Hane
Khadidjatou Hane (Dakar, 6 dicembre 1962) è una scrittrice senegalese.

## Biografia
Khadi Khadidjatou Hane è nata a Dakar, Senegal, nel 1962. Dopo aver conseguito il baccalaureato nel 1982 presso la scuola superiore John F. Kennedy di Dakar, ha proseguito gli studi presso l'Università Cheikh Anta Diop di Dakar dove ha ottenuto il DEUG in fisica e chimica. È quindi partita per la Francia per proseguire gli studi di matematica applicata. Ma per errore nel suo fascicolo si è trovata a studiare lingue straniere applicate. Nel 1991, ha conseguito un master in Affari e Commercio a Nanterre e ha poi intrapreso l'attività internazionale presso l'Association Polytechnique de Paris..

## Carriera
Residente in Francia da circa vent'anni, dirigente commerciale e presidente dell'associazione Black Arts and Culture, è approdata alla letteratura alla fine degli anni '90. Nei suoi scritti affronta il tema della doppia cultura, dell'immigrazione e della perdita di identità.
Nel 1998, Khadi ha pubblicato il suo primo romanzo Sous le regard des étoiles (Nelles éditions africaines du Sénégal). Seguono My Dirty Black Skin (manuscrit.com, 2001), There Are Too Many in the Streets of Paris (2005), The Straw Necklace (Pocket, 2010), Ants in the Mouth (Denoël, 2011) e Tomorrow, If God Wants It (Grasset, 2015). L'autrice ha ricevuto il Premio Thyde Monnier 2012 dalla Société des Gens de lettres per questo libro.

## Opere
- Sous le regard des étoiles... Dakar: NEAS, 1998.
- Les violons de la haine Parigi: Manuscrit.com, 2001.
- Ma sale peau noire Parigi: Manuscrit.com, 2001.
- Le Collier de paille Libreville: Editions Ndzé, 2002. (183p.). ISBN 2-911464-14-1.
- Il y en a trop dans les rues de Paris Bertoua, Cameroun: Editions Ndzé, 2005, (78p.) ISBN 2-911464-26-5.